# Лю Ваньтін
Лю Ваньтін (нар. 16 лютого 1989) — колишня китайська тенісистка.
Найвищу одиночну позицію світового рейтингу — 310 місце досягла 30 липня 2007, парну — 110 місце — 8 жовтня 2012 року.
Здобула 14 парних титулів туру ITF.

## Фінали турнірів WTA

### Парний розряд: 1 (поразка)
| Результат | Дата     | Турнір                                    | Рівень        | Покриття | Партнерка    | Суперниці                 | Рахунок  |
| --------- | -------- | ----------------------------------------- | ------------- | -------- | ------------ | ------------------------- | -------- |
| Поразка   | Вер 2010 | Guangzhou International Women's Open, КНР | International | Тверде   | Хань Сіньюнь | Едіна Галловіц Саня Мірза | 5–7, 3–6 |

## Фінали ITF
| турніри $100,000 |
| турніри $75,000  |
| турніри $50,000  |
| турніри $25,000  |
| турніри $15,000  |
| турніри $10,000  |

### Одиночний розряд: 1 (0–1)
| Результат | W–L | Дата            | Турнір          | Покриття | Суперниця  | Рахунок     |
| --------- | --- | --------------- | --------------- | -------- | ---------- | ----------- |
| Поразка   | 0–1 | 29 березня 2010 | ITF Нанкін, КНР | Тверде   | Дуань Їнїн | 4–6, 6–7(6) |

### Парний розряд: 25 (14–11)
| Результат | W–L   | Дата            | Турнір                           | Покриття | Партнерка    | Суперниці                                       | Рахунок                |
| --------- | ----- | --------------- | -------------------------------- | -------- | ------------ | ----------------------------------------------- | ---------------------- |
| Поразка   | 0–1   | 29 травня 2005  | ITF Шанхай, КНР                  | Тверде   | Сунь Шеннань | Чжуан Цзяжун Тедзука Ремі                       | 6–4, 4–6, 1–6          |
| Перемога  | 1–1   | 26 лютого 2006  | ITF Мелілья, Іспанія             | Тверде   | Сунь Шеннань | Сара дель Барріо Арагон Сабріна Мендес Домінгес | 6–4, 6–0               |
| Поразка   | 3.    | 20 червня 2006  | ITF Чханвон, Південна Корея      | Тверде   | Чень Яньчон  | Чан Кйон Мі Кім Мі Ок                           | 5–7, 1–6               |
| Перемога  | 4.    | 1 серпня 2006   | Чанша, КНР                       | Тверде   | Чень Яньчон  | Ся Хуань Сюй Їфань                              | 6–3, 6–3               |
| Перемога  | 5.    | 26 березня 2007 | Гайдарабад (місто, Індія), Індія | Тверде   | Чень Ї       | Jeong A-cho Kim Ji-young                        | 6–4, 6–1               |
| Поразка   | 6.    | 6 травня 2007   | Ченду, КНР                       | Тверде   | Чень Яньчон  | Хамамура Нацумі Сон Шаньшань                    | 5–7, 6–4, 2–6          |
| Поразка   | 7.    | 22 липня 2007   | Куруме (Фукуока), Японія         | Трава    | Сон Шаньшань | Ока Аюмі Томоко Суґано                          | 4–6, 1–6               |
| Перемога  | 8.    | 27 жовтня 2007  | Хамамацу, Японія                 | Килим    | Лу Цзінцзін  | Чхе Кйон І Міцуко Ісе                           | 6–1, 6–2               |
| Runner Up | 9.    | 9 червня 2008   | Токіо, Японія                    | Тверде   | Чжао Їцзін   | Като Мая Мікі Міямура                           | 4–6, 2–6               |
| Перемога  | 10.   | 10 січня 2010   | Цюаньчжоу, КНР                   | Тверде   | Чжоу Імяо    | Юлія Бейгельзимер Янь Цзи                       | 6–1, 6–2               |
| Поразка   | 11.   | 15 січня 2010   | Пінго, КНР                       | Тверде   | Цзи Чуньмей  | Сюй Іфань Чжань Цзіньвей                        | 3–6, 1–6               |
| Перемога  | 12.   | 29 березня 2010 | Нінбо, КНР                       | Тверде   | Чжао Їцзін   | Лу Цзясін Лі Сі                                 | 6–0, 6–4               |
| Поразка   | 13.   | 3 травня 2010   | Таракан (місто), Індонезія       | Тверде   | Танака Марі  | Аю-Фані Дамаянті Лавінія Тананта                | 4–6, 5–7               |
| Перемога  | 14.   | 15 травня 2010  | Tanjung Selor, Індонезія         | Тверде   | Чжан Лін     | Джессі Ромп'єс Ноппаван Летчівакарн             | 7–6(5), 6–3            |
| Поразка   | 15.   | 2 серпня 2010   | Пекін, КНР                       | Тверде   | Цзи Чуньмей  | Сунь Шеннань Чжан Шуай                          | 6–4, 2–6, [5–10]       |
| Перемога  | 16.   | 3 січня 2011    | Цюаньчжоу, КНР                   | Тверде   | Сунь Шеннань | Юлія Бейгельзимер Оксана Калашникова            | 6–3, 6–2               |
| Поразка   | 17.   | 10 січня 2011   | Пінго, КНР                       | Тверде   | Сунь Шеннань | Аояма Сюко Фудзівара Ріка                       | 4–6, 3–6               |
| Поразка   | 18.   | 23 травня 2011  | Градо, Італія                    | Ґрунт    | Сунь Шеннань | Марія Ірігоєн Катерина Лопес                    | 3–6, 0–6               |
| Перемога  | 19.   | 22 серпня 2011  | Сайтама, Японія                  | Тверде   | Лян Чень     | Іноуе Акарі Аюмі Ока                            | 6–3, 5–7, 6–2          |
| Поразка   | 20.   | 15 квітня 2012  | Веньшань (місто), КНР            | Тверде   | Сюй Іфань    | Сє Шуїн Сє Шувей                                | 3–6, 2–6               |
| Перемога  | 21.   | 21 травня 2012  | Чханвон, Південна Корея          | Тверде   | Сюй Іфань    | Ян Чжаосюань Чжан Кайлінь                       | 6–4, 7–5               |
| Перемога  | 22.   | 18 червня 2012  | Коян, Корея                      | Тверде   | Сунь Шеннань | Ніча Летпітаксінчай Пеангтарн Пліпич            | 6–7(1), 6–3, [10–7]    |
| Перемога  | 23.   | 30 липня 2012   | Пекін, КНР                       | Тверде   | Сунь Шеннань | Чжань Цзіньвей Хань Сіньюнь                     | 5–7, 6–0, [10–7]       |
| Перемога  | 24.   | 29 квітня 2013  | Сеул, Південна Корея             | Тверде   | Ян Чжаосюань | Чжань Цзіньвей Чжан Наньнань                    | 6–2, 6–2               |
| Перемога  | 14–11 | 13 липня 2015   | ITF Тяньцзінь, КНР               | Ґрунт    | Лу Цзінцзін  | Чень Цзяхуей Ю Сяоді                            | 6–7(4), 7–6(4), [10–4] |